# Macrolobium colombianum
Macrolobium colombianum là một loài thực vật có hoa trong họ Đậu. Loài này được (Britton & Killip) Uribe miêu tả khoa học đầu tiên.